# Ledaña
Ledaña es un municipio y localidad de España, en la provincia de Cuenca, comunidad autónoma de Castilla-La Mancha.

## Toponimia
El topónimo de Ledaña deriva de Litania, adjetivo céltico que significa 'amplia, extensa' (galo litano, antiguo irlandés lethan, galés llydan) y que sirvió en bretón para dar nombre a la Isla de Britania Ledau < Litavia. El adjetivo se forma en céltico desde el indoeuropeo *ploth2-nó (griego, Plátaia 'Platea') con la característica vocalización *lo > li y la caída céltica de *p: plitan-ya > litania (cfr. silva Litana en la Galia). El gentilicio podría haberse conservado en el bronce de Botorrita cuando en él se hace referencia a un tal TVRAIOS LITANOKVM, es decir 'Turaio de los Litanos'.
La posibilidad de derivar Ledaña del latín limitanea es remota, desde el momento en que sería de esperar un resultado **Lendaña o **Lendeña. Una presunta evolución lemitania > letania > ledania > ledaña es completamente irregular.

## Geografía
| Noroeste: Iniesta            | Norte: Iniesta | Noreste: Iniesta    |
| Oeste: Villagarcía del Llano |                | Este: Iniesta       |
| Suroeste Navas de Jorquera   | Sur: Cenizate  | Sureste: Villamalea |

Clima
Según la clasificación climática de Köppen Ledaña se encuadra en la variante Csa, es decir, clima mediterráneo de veranos cálidos, con la media del mes más cálido superior a 22 °C. Sobre la base de los datos de las estaciones meteorológicas situadas en Motilla del Palancar e Iniesta, a 43 y 10 kilómetros de distancia respectivamente, los parámetros climáticos promedio aproximados del municipio son los siguientes:
| Parámetros climáticos promedio de Motilla del Palancar (temperaturas) e Iniesta (precipitaciones)                                 | Parámetros climáticos promedio de Motilla del Palancar (temperaturas) e Iniesta (precipitaciones) | Parámetros climáticos promedio de Motilla del Palancar (temperaturas) e Iniesta (precipitaciones) | Parámetros climáticos promedio de Motilla del Palancar (temperaturas) e Iniesta (precipitaciones) | Parámetros climáticos promedio de Motilla del Palancar (temperaturas) e Iniesta (precipitaciones) | Parámetros climáticos promedio de Motilla del Palancar (temperaturas) e Iniesta (precipitaciones) | Parámetros climáticos promedio de Motilla del Palancar (temperaturas) e Iniesta (precipitaciones) | Parámetros climáticos promedio de Motilla del Palancar (temperaturas) e Iniesta (precipitaciones) | Parámetros climáticos promedio de Motilla del Palancar (temperaturas) e Iniesta (precipitaciones) | Parámetros climáticos promedio de Motilla del Palancar (temperaturas) e Iniesta (precipitaciones) | Parámetros climáticos promedio de Motilla del Palancar (temperaturas) e Iniesta (precipitaciones) | Parámetros climáticos promedio de Motilla del Palancar (temperaturas) e Iniesta (precipitaciones) | Parámetros climáticos promedio de Motilla del Palancar (temperaturas) e Iniesta (precipitaciones) | Parámetros climáticos promedio de Motilla del Palancar (temperaturas) e Iniesta (precipitaciones) |
| Mes | Ene.                                                                                              | Feb.                                                                                              | Mar.                                                                                              | Abr.                                                                                              | May.                                                                                              | Jun.                                                                                              | Jul.                                                                                              | Ago.                                                                                              | Sep.                                                                                              | Oct.                                                                                              | Nov.                                                                                              | Dic.                                                                                              | Anual                                                                                             |
| --- | ------------------------------------------------------------------------------------------------- | ------------------------------------------------------------------------------------------------- | ------------------------------------------------------------------------------------------------- | ------------------------------------------------------------------------------------------------- | ------------------------------------------------------------------------------------------------- | ------------------------------------------------------------------------------------------------- | ------------------------------------------------------------------------------------------------- | ------------------------------------------------------------------------------------------------- | ------------------------------------------------------------------------------------------------- | ------------------------------------------------------------------------------------------------- | ------------------------------------------------------------------------------------------------- | ------------------------------------------------------------------------------------------------- | ------------------------------------------------------------------------------------------------- |
| Temp. media (°C) | 4.30                                                                                              | 5.50                                                                                              | 8.30                                                                                              | 10.50                                                                                             | 14.60                                                                                             | 19.60                                                                                             | 23.70                                                                                             | 23.40                                                                                             | 19.20                                                                                             | 13.50                                                                                             | 8                                                                                                 | 4.80                                                                                              | 13                                                                                                |
| Precipitación total (mm) | 35.60                                                                                             | 43.70                                                                                             | 37.10                                                                                             | 49.90                                                                                             | 41                                                                                                | 35                                                                                                | 17.30                                                                                             | 19.50                                                                                             | 27.40                                                                                             | 48                                                                                                | 52                                                                                                | 32.30                                                                                             | 438.8                                                                                             |
| Fuente: Ministerio de Agricultura, Alimentación y Medio Ambiente. Datos de precipitación (1961-1990) y de temperatura (1961-2003) |                                                                                                   |                                                                                                   |                                                                                                   |                                                                                                   |                                                                                                   |                                                                                                   |                                                                                                   |                                                                                                   |                                                                                                   |                                                                                                   |                                                                                                   |                                                                                                   |                                                                                                   |

## Historia

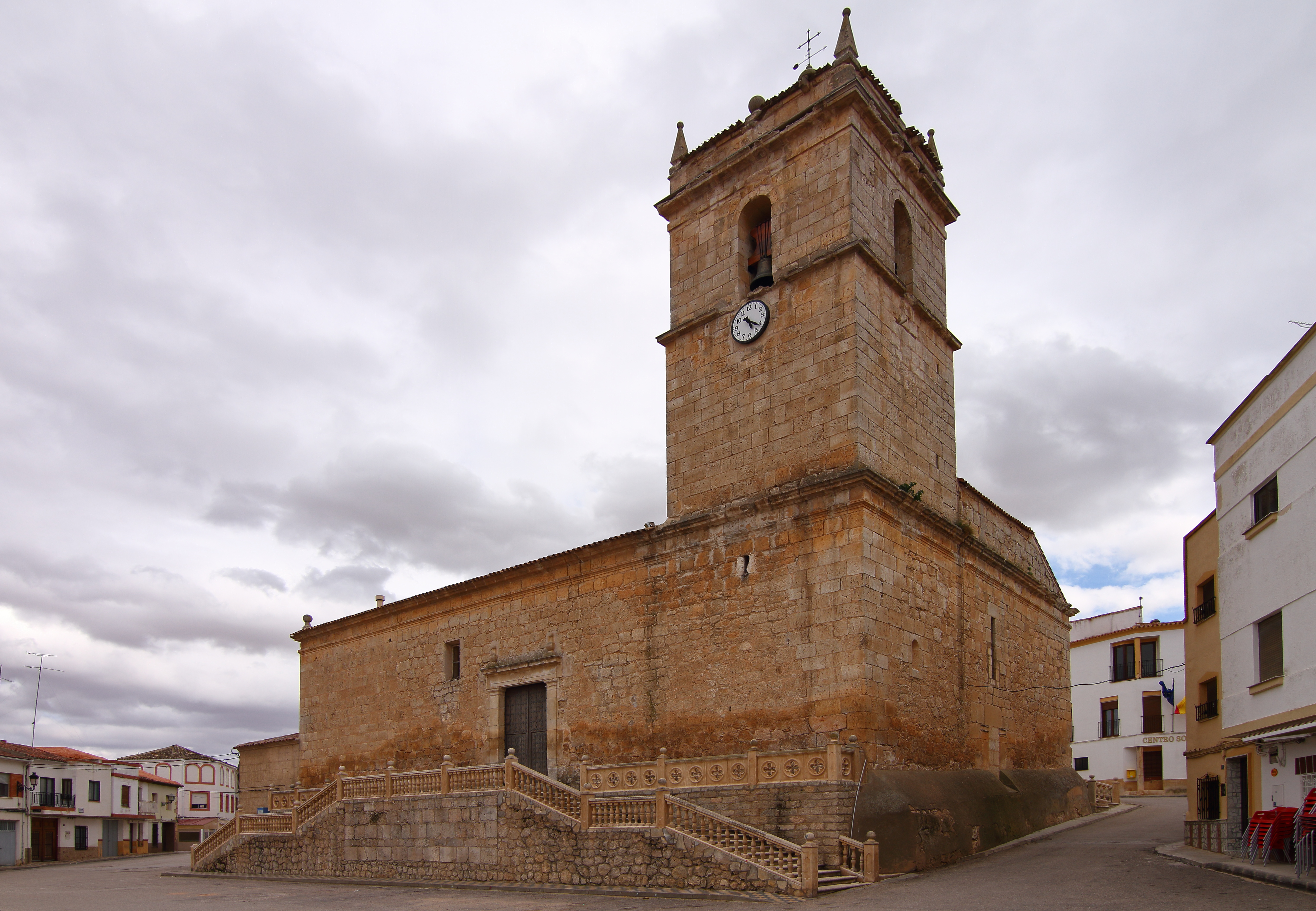
Iglesia parroquial de San Andrés Apóstol

Comarca de antiguas culturas, poblada por asentamientos Iberos, con influencias fenicias y cartaginesas si atendemos a los restos arqueológicos. Fue también tierra de dominio musulmán hasta que Alfonso VIII arrebató a los almohades las plazas de Alarcón e Iniesta en los años 1184 y 1186. Zona repoblada hace ocho siglos a costa de asentamientos legitimados por el Fuero de Cuenca. Sus lugares fueron primero de señorío, dependientes del Marquesado de Villena, y de Realengo después, desde que las Concordias de 1476 y 1480 eligieran reina de Castilla a Isabel La Católica 
Recordando la historia medieval, después de la conquista de Alarcón (1184-85), Ledaña, queda como frontera natural entre el reino cristiano y los reinos musulmanes meridionales hasta 1212 (batalla de las Navas de Tolosa) y el Reino de Valencia hasta el 1240, año de la incorporación de Requena por el rey Fernando III.
1240, Ese año pasó a formar parte del Marquesado de Villena como aldea perteneciente a Iniesta hasta la fecha de su emancipación como municipio la Navidad de 1705.
Poblaciones como El Peral, Minglanilla, Ledaña, El Herrumblar, Villalpardo, Villarta, Villamalea, La Graja, El Castillejo, Quintanar, Las Madrigueras, La Casa De Simarro, Gil García, Campillo, Sisante, etc, se segregaron de las tierras de Alarcón, Iniesta, Villanueva de la Jara, Motilla, Vara de Rey o Jorquera.
Más tarde, la Villa de Ledaña, empezó una actividad económica en sector primario importante.
grandes superficies de terreno de cereal, legumbres, azafrán, olivos, almendros y viña, hizo que Ledaña necesitase varios molinos de aceite, de harina, fábrica de alcohol, bodegas de vino, almacén de cereales, mucha mano de obra hacia falta y con todo ello Ledaña superó los 3000 habitantes.
Pero uno de los fenómenos que marcaron Ledaña para siempre, fue el movimiento masivo migratorio a partir de los años 60, la sociedad rural castellana tradicional, de autoconsumo agrícola y ganadero, desaparecieron cuando el tiempo de la modernidad, con la mecanización del campo con tractores, cosechadoras, etc. Se produjo una gran masa de mano de obra excedentaria, que se vio obligada a buscar la alternativa ocupacional y vital que aquí ya no tenían. Este fenómeno migratorio alumbró el despoblamiento de casi un 40 % de nuestra comarca.
Sobre 1000 hab, de Ledaña, y lo que más se notó en los pueblos fue que era la gente joven, gente en edad de crear sus propias familias en un sitio más próspero, quedando una población sobreenvejecida. Descendiendo la población año tras año.
Nuestros paisanos y familiares, tuvieron que mudar a Valencia, Barcelona y Madrid, entre otras.
Los que permanecieron en esta Comarca, sobrevinieron alternando cultivos tradicionales, innovando productos como el champiñón o el girasol, haciendo más competitivos los viñedos, dedicándose al transporte o a la construcción, como desde el principio de la historia, adaptándonos a los nuevos tiempos venideros, la lucha del día a día.

## Demografía
Ledaña cuenta con una población de 1602 habitantes (INE 2024).
| Gráfica de evolución demográfica de Ledaña entre 1842 y 2021                                                        |
| |
| Población de derecho según los censos de población del INE Población de hecho según los censos de población del INE |

## Administración
| Periodo   | Nombre                          | Partido   |
| --------- | ------------------------------- | --------- |
| 1987-1991 | Obdulio Peñarrubia              | PP        |
| 1991-1995 | José Braulio Orozco Mora        | PP        |
| 1995-1999 | Yolanda Monteagudo Córdoba      | PP        |
| 2003-2007 | José-Enrique Navarro Monteagudo | PSCM-PSOE |
| 2007-2011 | José-Enrique Navarro Monteagudo | PSCM-PSOE |
| 2011-2015 | José-Enrique Navarro Monteagudo | PSCM-PSOE |
| 2015-2019 | Mª Clara Plaza Giménez          | PP        |
| 2019-2023 | Mª Clara Plaza Giménez          | PP        |

## Economía

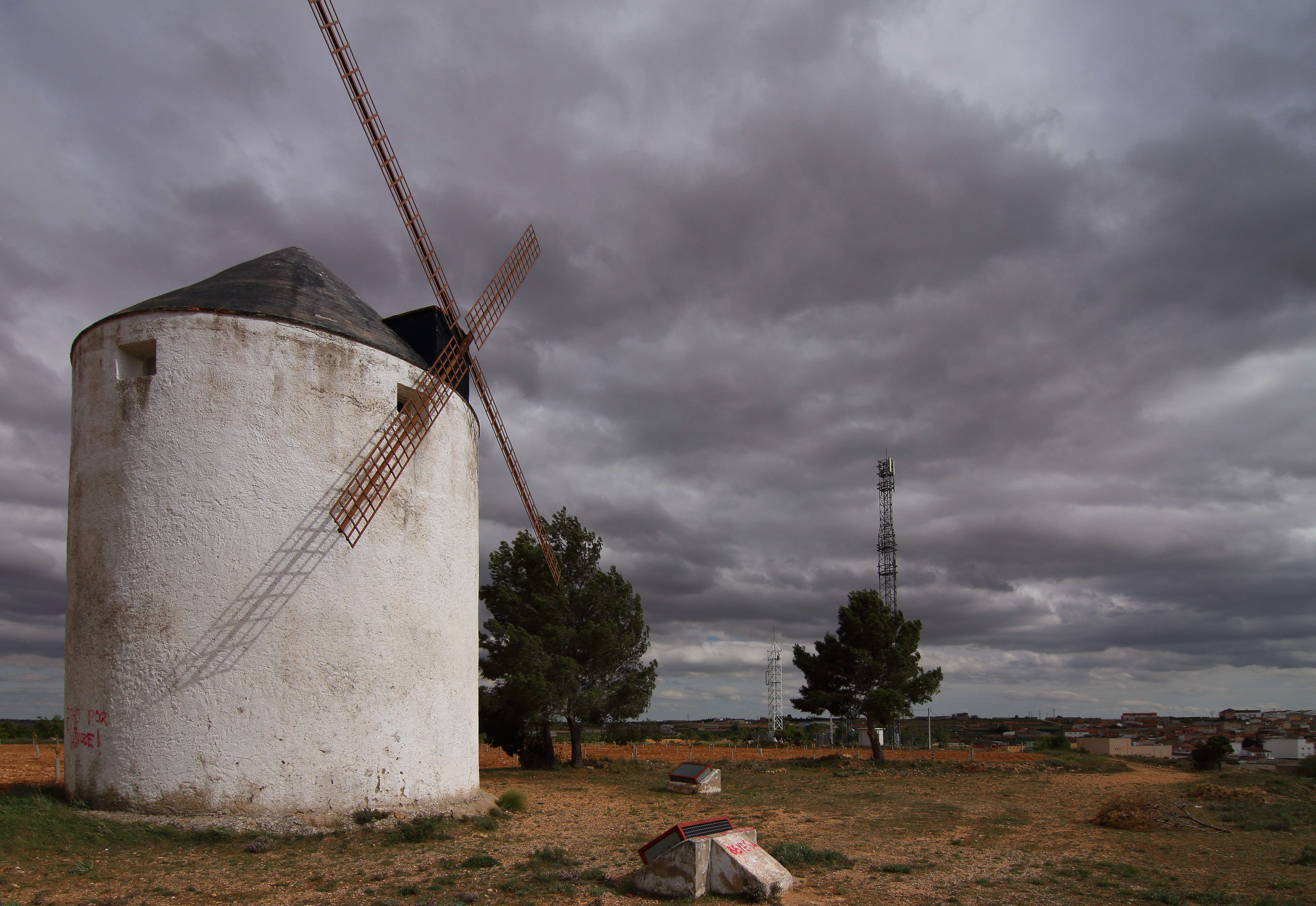
Molino

### Agricultura
Cultivos de vid, cereales, principalmente y en menor medida almendras. Quedando algunos cultivos que en el pasado tuvieron importancia como el azafrán y el olivar, reducidos a algunas pequeñísimas explotaciones. Reviste importancia el cultivo de hongos (Setas y champiñón) realizado en naves climatizadas. Existen en Ledaña una importante cooperativa vinícola y dos bodegas privadas pequeñas, pero que han atraído la atención de los medios especializados en España y el extranjero: Finca Sandoval y La Niña de Cuenca.

### Ganadería
La ganadería tradicional se encuentra representada por la explotación extensiva de ganado ovino, últimamente se ha instaladas varias granjas de pollos y una de cerdos.

## Patrimonio histórico-artístico

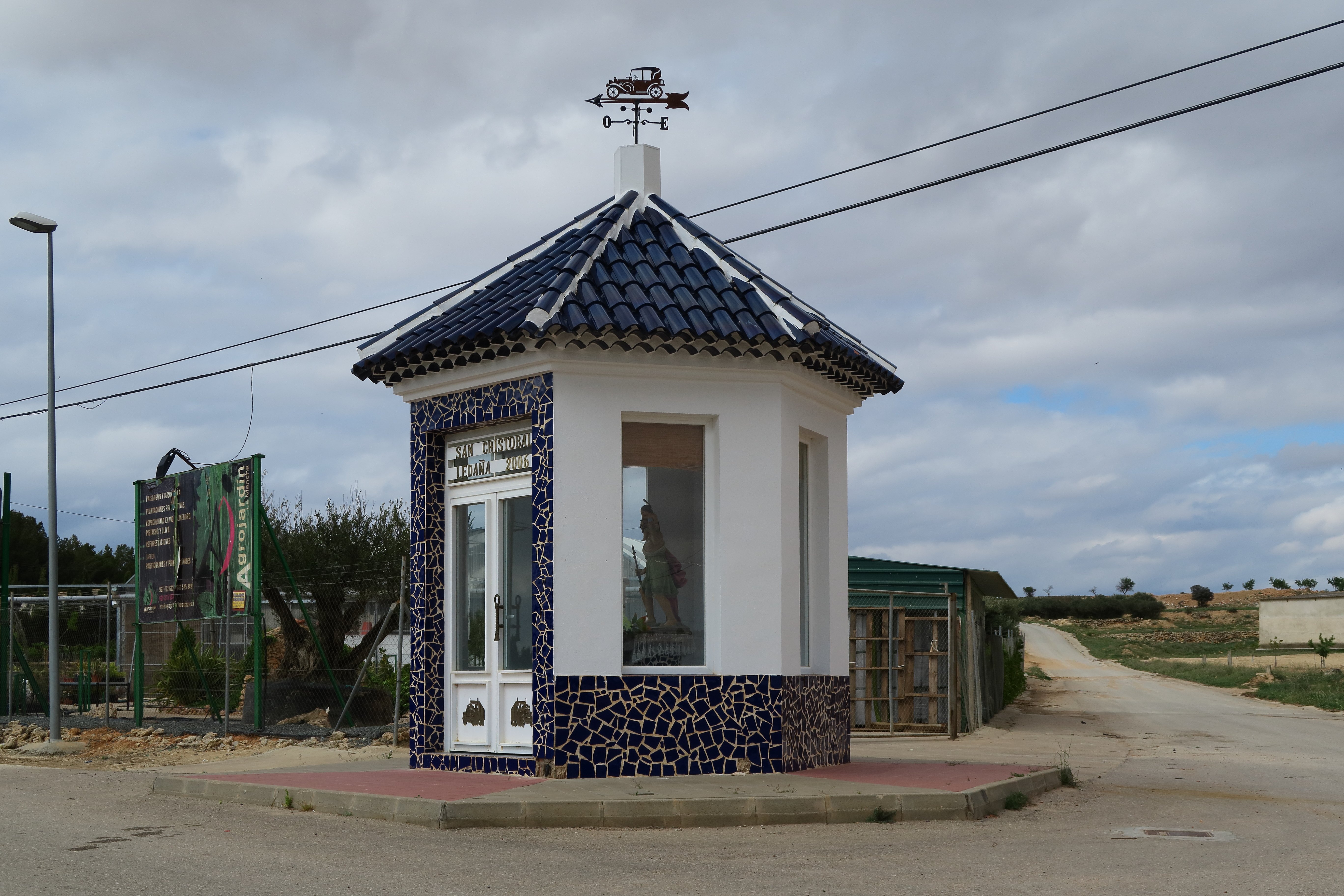
Ermita de San Cristóbal

- La Iglesia Parroquial de San Andrés del siglo XVII, cuyo exterior es de sillería, con torre adosada cuadrada del año 1677. Fue reformada en 1960, sin respetar su estilo original ni los materiales con los que se construyó, y una pequeña ermita dedicada a San Roque.

- También la Plaza Mayor, la Casa de Jesús; El Puente Romano, El Molino, La Muela, Piedras blancas, Cerro Molino, Cerro de Santiago, Retamalejos y Los Villares.

- Mencionar como construcción típica los Chozos o Cucos, existiendo 12 en todo el término municipal.

## Personas destacadas
- José Espinosa Cabañero: fue uno de los pioneros en el tratamiento del cáncer en Valencia y uno de los impulsores de la oncología en nuestro país. A pesar de la falta de recursos y de fármacos antineoplásicos, trató a cientos de enfermos, muchos de los cuales todavía le recuerdan con especial cariño.[12]

- Anastasio Bernardo García López: -médico homeópata-, nació el 27 de abril de 1823. El Dr. García López fue un propagador infatigable de sus propios convencimientos, en medicina como en filosofía y en política, defendiendo con tesón y con valor sus ideales en cuantas ocasiones tuvo para ello (renuncia a su cátedra en Salamanca por exigírsele un juramento contrario a sus convicciones). Fue proclamado para el cargo de Diputado a Cortes por el Distrito Electoral de Almazán (Soria), al haber obtenido la mayoría relativa, en escrutinio celebrado el 16.5.1873.[13]

- Ramón Gómez Carrión, periodista, director del diario El Correo de Andalucía de Sevilla a finales de los años 70.